# Kirishima (1915)
El Kirishima (霧島?) fue un acorazado de la clase Kongō perteneciente a la Armada Imperial Japonesa. Fue el tercer miembro de su clase participando activamente en la primera fase del frente del Pacífico, durante la Segunda Guerra Mundial. Inicialmente estuvo asignado a operaciones en aguas de China y Corea.

## Historial de servicio

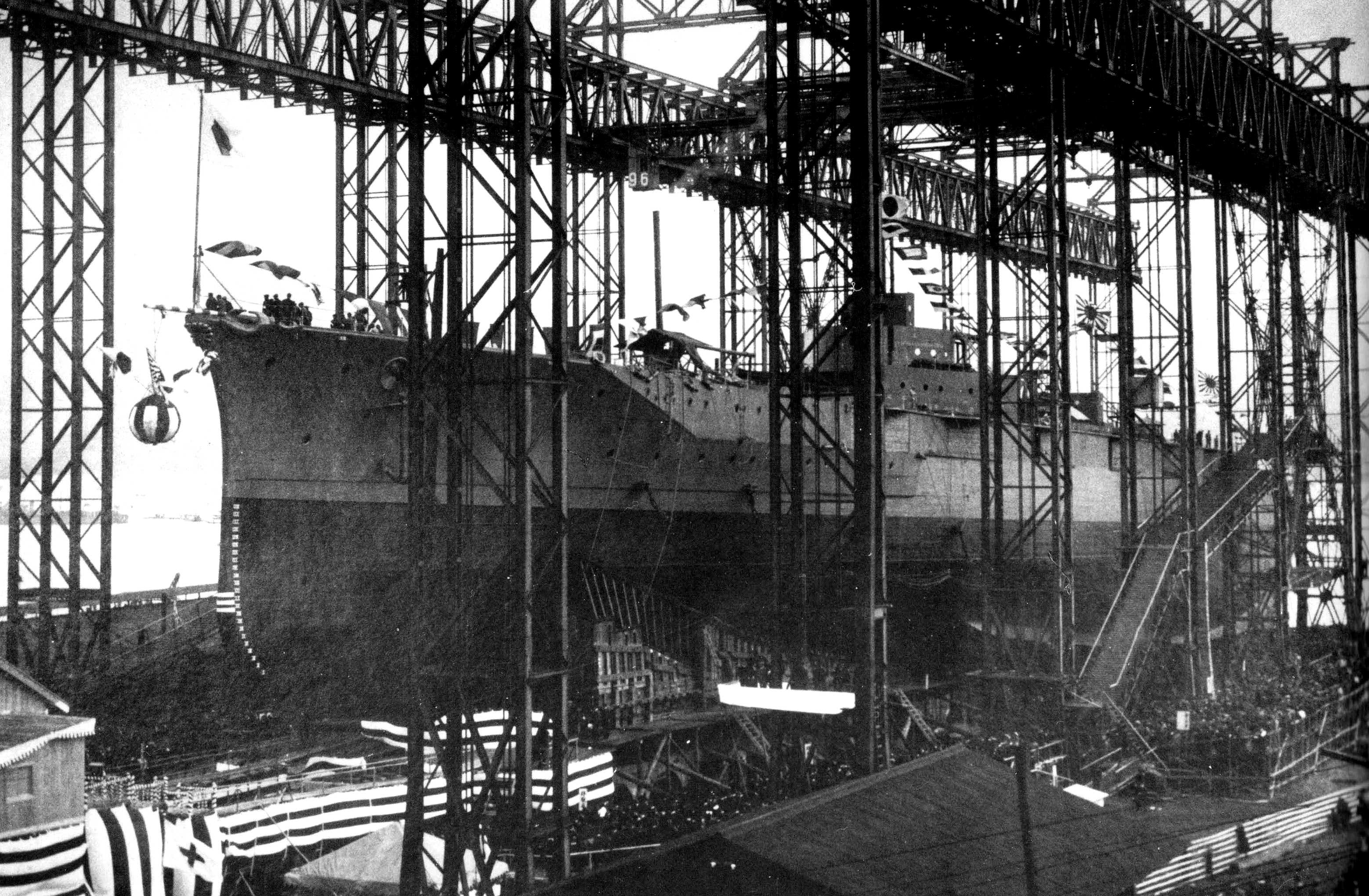
Lanzamiento del Kirishima, 1 de diciembre de 1913.

El Kirishima fue construido por la empresa Mitsubishi; su casco fue botado el 17 de marzo de 1912, terminado el 1 de diciembre de 1913 y comisionado el 19 de abril de 1915. Entre 1927 y 1930 se realizó su primera modificación, entre las cuales estuvo la adición de bulges antitorpedos, incremento del blindaje horizontal, cambio de la configuración de chimeneas y reconstrucción del puente a un mástil pagoda, típico del diseño japonés. Estas modificaciones se extendieron a toda la clase Kongō.

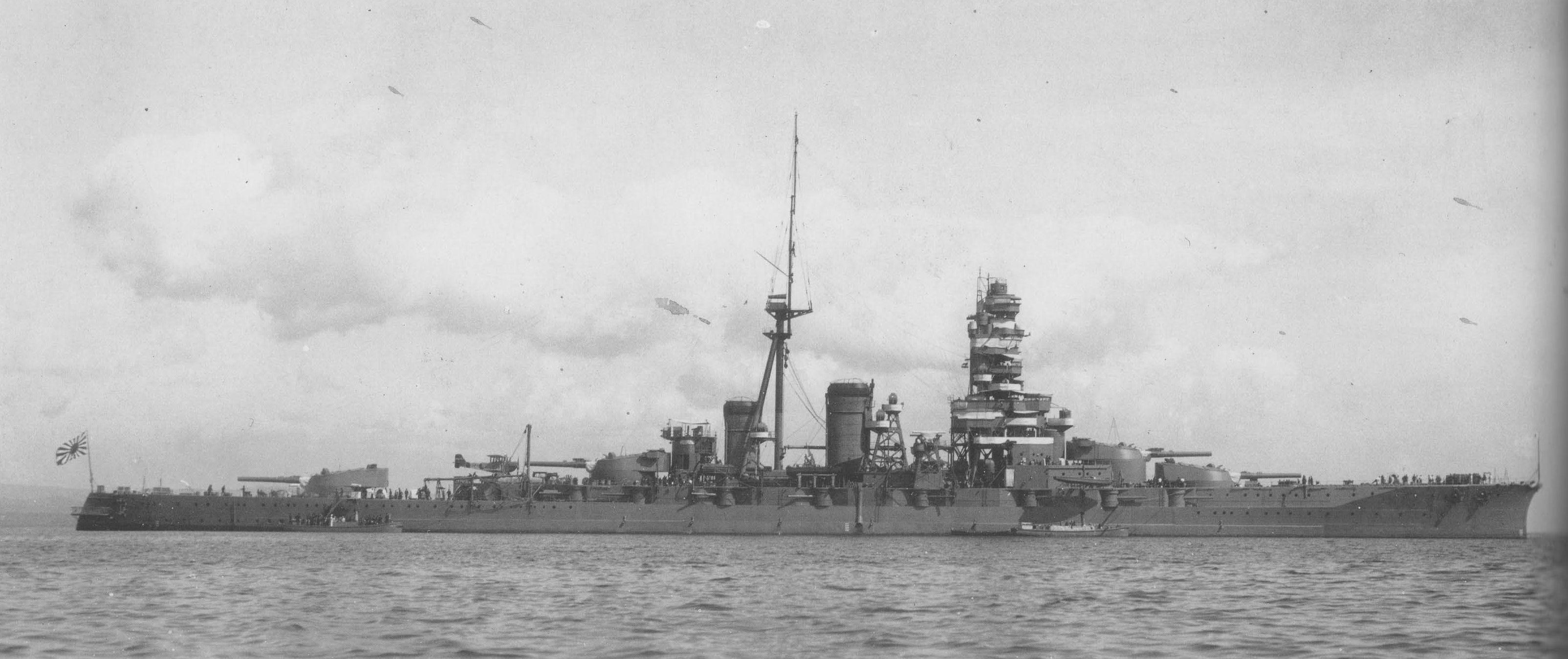
El Kirishima en 1932.

En 1932, participó en el llamado incidente de Manchuria. De 1933 a 1934 fue modificado en el Arsenal Naval de Sasebo; se le añadieron catapultas para hidroaviones de reconocimiento tipo Nakajima E8N. Tras las mejoras fue clasificado como acorazado rápido, aumentando su tonelaje en 4 000 toneladas. 
En el periodo de entreguerras permaneció en aguas de China durante la segunda guerra sino-japonesa, sirviendo como buque de apoyo y de tropas.

### Segunda Guerra Mundial
En el preámbulo de la apertura del frente del Pacífico, durante la Segunda Guerra Mundial, fue asignado a la Flota Combinada. Durante el ataque a Pearl Harbor ocurrido el 7 de diciembre de 1941, escoltó a los portaaviones de la 1.ª Flota Aérea del vicealmirante Chūichi Nagumo en compañía de su gemelo el Hiei. Durante la incursión sus aviones fueron empleados en el reconocimiento aéreo previo al ataque.
Durante 1942 participó en diferentes escenarios bélicos del Pacífico, dando cobertura en varias operaciones anfibias durante la expansión territorial japonesa. El 1 de marzo, junto con su gemelo el Hiei, hundieron al destructor estadounidense USS Edsall en el mar de Java y en junio, durante la batalla de Midway, fue la unidad pesada más cercana a la Fuerza de Ataque y dio cobertura antiaérea al portaaviones Akagi cuando este fue bombardeado por aviones B-17 estadounidenses. En esa misma acción se preparó para remolcar al incendiado portaaviones Hiryū, pero esta orden fue cancelada por Nagumo. Los meses posteriores intervino en la batalla de las Salomón Orientales (agosto) y en la batalla de las islas Santa Cruz (octubre).

#### Hundimiento
El 15 de noviembre de 1942, durante el transcurso de la segunda batalla naval de Guadalcanal, operando en combate nocturno clásico contra la flota estadounidense, fue sorprendido a distancia por el USS Washington con una andanada de 406 mm dirigida por radar, cuando sostenía un duelo de artillería muy favorable con el averiado acorazado USS South Dakota también artillado con 406 mm. El fuego estadounidense dirigido por radar resultó muy efectivo y preciso, dañó fatalmente al Kirishima dejándolo fuera de control. También fue averiado el destructor Ayanami que escoltaba al Kirishima.
El capitán Sanji Iwabuchi ordenó el abandono de la nave, siendo la tripulación transferida a un destructor; ordenando posteriormente la apertura de las válvulas del acorazado.  El Kirishima finalmente se fue a pique, volteandose al noroeste de la isla de Savo, no muy lejos de donde su acorazado gemelo, el Hiei, había sido hundido dos días antes, en la primera acción en este escenario bélico.
En 1992, el doctor Robert Ballard lo descubrió cuando exploraba la llamada bahía del Fondo de Hierro en las inmediaciones de la isla de Savo, a más de 1100 m de profundidad, completamente volteado.